# C7H9NO4
化学式C7H9NO4（摩尔质量：171.15 g/mol）可以指：
- 2,3,4,5-四氢吡啶-2,6-二羧酸，CAS号：2353-17-5
- 2, 4-二氧代哌啶-3-羧酸甲酯，CAS号：74730-43-1
- 3-丁二酰亚氨基丙酸，CAS号：5724-76-5

|  | 这个同类索引页列出了具有相同分子式的化学物（即同分異構體）条目。 除非您是有意链接至本页，否则应将相应条目的内部链接指向正确的条目。 |